# Rafael Carrillo Lúquez
Rafael Carrillo Lúquez (Atánquez, corregimiento de Valledupar, Colombia, 25 de agosto de 1907-Valledupar, Colombia, 17 de julio de 1996) fue un filósofo, maestro y abogado colombiano.

## Biografía
Estudió en Bogotá Derecho y Ciencias Políticas en la Universidad Nacional de Colombia, fundando el Instituto de Filosofía y Letras de esa universidad. En 1953, viaja a Alemania para estudiar filosofía y permanece en ese país durante siete años. El aporte que hizo Rafael Carrillo Lúquez a la filosofía pura y a la Filosofía del Derecho es reconocido en Colombia y muchos otros países de América Latina.